# Боевка (река)
Боевка — река в России, протекает по Свердловской области и Челябинской области. Устье реки находится в 36 км по правому берегу реки Багаряк. Длина реки составляет 44 км.
В 15 км от устья, по правому берегу реки впадает река Щербаковка

## Данные водного реестра
По данным государственного водного реестра России относится к Иртышскому бассейновому округу, водохозяйственный участок реки — Исеть от города Екатеринбург до впадения реки Теча, речной подбассейн реки — Тобол. Речной бассейн реки — Иртыш.
Код объекта в государственном водном реестре — 14010500612111200003031.

## Населённые пункты
- Никольское
- Верх. Боёвка
- Новоипатово
- Шабурово
- Пянкова

## Притоки
- Щербаковка, у Шабурово, 15 км от устья